# Premio August
El premio August (en sueco: Augustpriset) es un premio literario otorgado anualmente por la Asociación de Editores de Suecia, con el fin de dar a conocer la literatura sueca y que recibe su nombre del escritor sueco August Strindberg. 
Se entregó por primera vez en 1989. y se otorga en tres categorías:
- En ficción (Årets svenska skönlitterära bok),
- Narrativa (Årets svenska fackbok),
- Infantil (Årets svenska barn- och ungdomsbok).

El premio, considerado como el principal premio literario sueco, se entrega anualmente en la sala Berwaldhallen en Estocolmo.

## Galardonados
- 2010, Sigrid Combüchen
- 2009, Steve Sem-Sandberg
- 2008, Per Olov Enquist
- 2007, Sven Nordqvist.[3]
- 2005, Lena Einhorn
- 2000, Dick Harrison
- 1998, Henning Mankell
- 1997, Ulf Stark
- 1996, Tomas Tranströmer
- 1995, Torgny Lindgren.[4]
- 1994, Björn Ranelid
- 1993, Peter Englund
- 1991, Sven Delblanc